# Ochthera mantis
Ochthera mantis is een vliegensoort uit de familie van de oevervliegen (Ephydridae). De wetenschappelijke naam van de soort is voor het eerst geldig gepubliceerd in 1776 door De Geer.

## Leefwijze
Met zijn grote grijpvoorpoten, die doen denken aan die van een bidsprinkhaan, jaagt hij op de grond op spinnen en hun eieren.